# لغات مولدة فرنسية

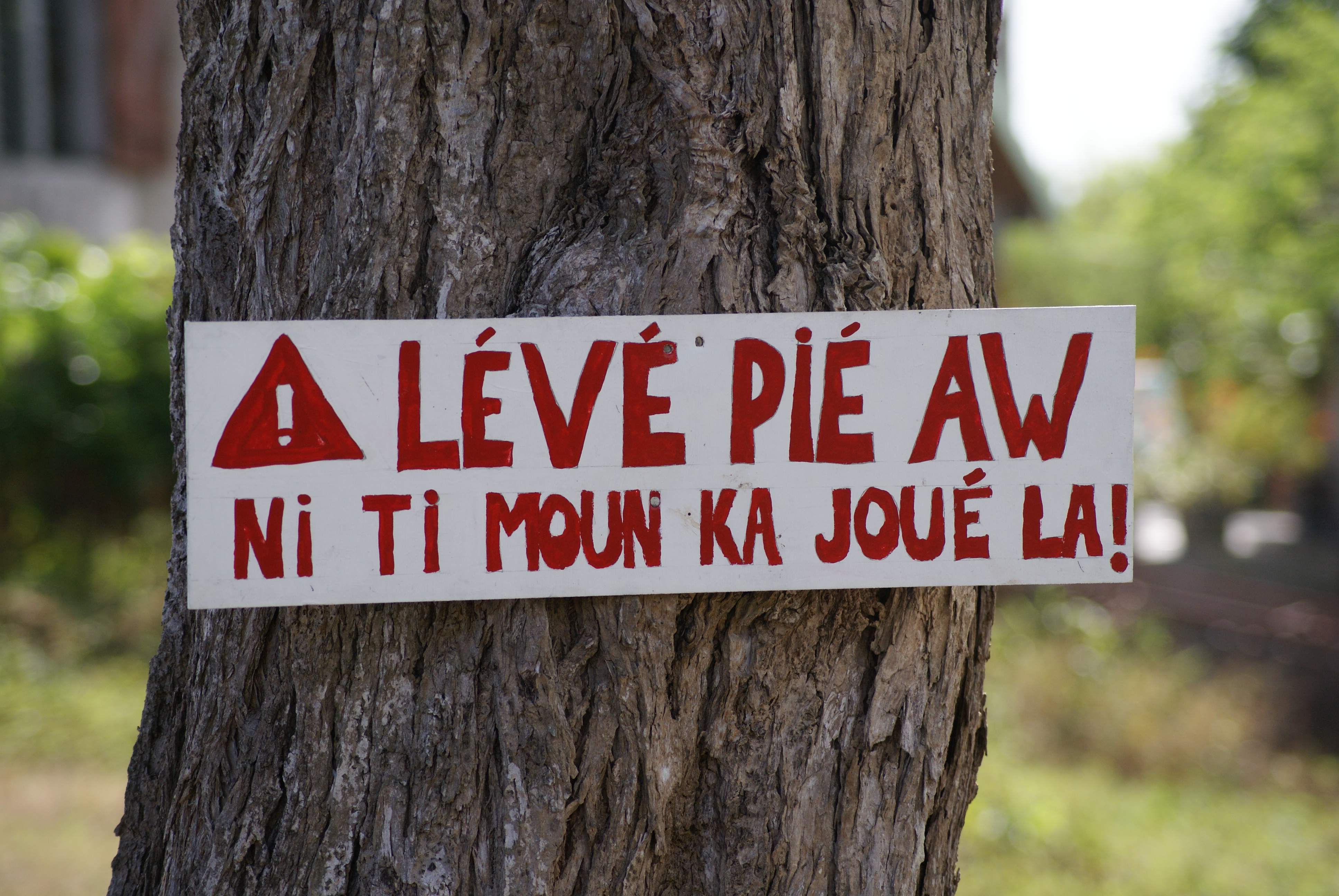

اللغات المولدة الفرنسية أو اللغات الكرويلية الفرنسية هي لغات مولدة التي تشكل اللغة الفرنسية أساسها، وغالباً هذا الأساس ليس اللغة الفرنسية المعاصرة، بل كوينه الإمبراطورية الاستعمارية الفرنسية في القرن السابع عشر. ينطق بهذه اللغات الملايين من الناس في أنحاء العالم، وخاصة في الأمريكتين وجزر المحيط الأطلسي والمحيط الهندي. أكثر هذه اللغات انتشاراً هي اللغة الكريولية الهايتية.

## التصنيف

### الأمريكتان
- الكريولية الهايتية (Kreyòl ayisyen) هي أكبر اللغات المولدة الفرنسية، وينطق بها 12 مليون شخص. تشكل فرنسية القرن السابع عشر أساس الكريولية الهايتية، وتأثرت باللغة البرتغالية واللغة الفرنسية واللغة الإنجليزية ولغة تاينو ولغات غرب أفريقيا.[2] وهي لغة رسمية في جمهورية هايتي.
- الكرويلية اللويزيانية (Kréyol la Lwizyàn أو Kouri-Vini) ينطق بها في ولاية لويزيانا في الولايات المتحدة
- الكرويلية الأنتيلية ينطق بها في البلدان الناطقة بالفرنسية في جزر الأنتيل الصغرى، مثل مارتينيك وغوادلوب.
- الكريولية الغويانية هي لغة ينطق بها في غويانا الفرنسية، وهي لغة قريبة من الكرويلية الأنتيلية.
- الكريولية الكاربونية هي لغة ينطق بها في ولاية أمابا البرازيلية بين الأمريكان الأصليون.

### المحيط الهندي
- الكريولية السيشيلية (Kreol seselwa) ينطق بها في جمهورية سيشل، وهي إحدى اللغات الرسمية.
- الكريولية الموريشية ينطق بها في جمهورية موريشيوس.
- الكريولية الأغاليغية ينطق بها في جزر أغاليغا في جمهورية موريشيوس.
- الكريولية التشاغوسية ينطق بها السكان السابقين لأرخبيل تشاغوس.
- الكريولية الريونيونية ينطق بها في لا ريونيون.
- الكريولية الرودريغية ينطق بها في جزيرة رودريغيس في جمهورية موريشيوس.

### المحيط الهادي
- لغة تايو ينطق بها سكان قرية سانت لويس في كاليدونيا الجديدة.